# Syndrome de Lennox-Gastaut
 Mise en garde médicale
Le syndrome de Lennox-Gastaut, également connu sous le nom de syndrome de Lennox, est une forme d'épilepsie infantile, rare mais sévère et difficile à traiter.
Elle apparait le plus souvent entre l'âge de 2 et 6 ans et se caractérise par une régression psychomotrice ainsi que des crises fréquentes et de types différents (toniques avec chutes traumatisantes, généralisées tonico-cloniques, des crises toniques nocturnes ou des absences atypiques).

## Historique
En 1950, l'Américain William Gordon Lennox (1884-1960) décrit des caractéristiques particulières (les pointes-ondes) de l'EEG dans certains états épileptiques, mais ne définit pas une maladie particulière. En 1966, le Français Henri Gastaut (1915-1996) décrit une affection selon trois critères : convulsions, déficit intellectuel et caractéristiques EEG, ensemble qu'il propose de nommer « syndrome de Lennox »,.
La proposition de Gastaut est jugée généreuse : en 1989 une commission internationale d'épileptologie précise la définition du syndrome de Lennox en l'appelant « syndrome de Lennox-Gastaut ».

## Épidémiologie
Le syndrome de Lennox-Gastaut est une forme rare d'épilepsie, représentant environ 2 à 5 % des épilepsies infantiles, et à peu près 10 % de celles qui surviennent avant l'âge de cinq ans.
L'incidence est d'environ deux cas pour 100 000 enfants, et en population générale de 0,1 à 0,28 cas pour cent mille. La prévalence totale est d'environ 26 pour cent mille personnes. Le syndrome est un peu plus fréquent chez les garçons que chez les filles.
Dans 40 % des cas environ, le syndrome de Lennox-Gastaut survient à la suite de spasmes infantiles.

## Diagnostic
Il se fait sur une triade associant des convulsions, un déficit intellectuel, et des altérations caractéristiques à l'examen par EEG.

### Convulsions
Les convulsions débutent précocement entre 1 et 7 ans, avec un pic vers 3 ans. Elles sont de divers types, le plus souvent ce sont des crises toniques surtout nocturnes qui peuvent s'associer avec :
- des pertes de conscience avec chute traumatisante ;
- des crises tonico-cloniques ;
- des absences atypiques.

### Déficit intellectuel
La croissance initiale d'un enfant atteint n'a rien de particulier, mais un déclin intellectuel apparait après le début des convulsions et s'aggrave avec l'âge. Il s'agit d'une diminution des capacités d'apprentissage avec lenteur intellectuelle, avec des troubles du comportement (irritabilité, hyperactivité, psychose…). Une régression psychomotrice avec perte des acquis est possible.

### EEG
L'EEG est très altéré avec des anomalies inter-critiques bi-frontales et nombreuses, des pointes ondes généralisées mais ces anomalies ne sont pas spécifiques. Un suivi régulier et des examens EEG répétés, au fur et à mesure que les signes cliniques évoluent avec le temps, sont nécessaires pour déterminer le diagnostic.

## Causes
Lorsqu'une cause est identifiée,  la forme de Lennox-Gastaut est dite secondaire ou symptomatique. Si aucune cause n'est trouvée, la forme est dite primaire, idiopathique ou cryptogénique.

### Formes secondaires
Elles représentent environ 75 % des cas. Elles sont dues à des causes entrainant une hypoxie ou une ischémie cérébrale, :
- causes infectieuses (encéphalite, méningite…) ;
- causes traumatiques (traumatisme cérébral notamment lors de l'accouchement) ;
- malformations congénitales du cerveau et autres maladies génétiques (comme la sclérose tubéreuse) ;
- causes métaboliques.

Le syndrome de West n'est pas une cause spécifique de Lennox-Gastaut, mais environ 30 à 40 % de Lennox-Gastaut ont des antécédents de syndrome de West,.

### Formes primaires
Les formes sans cause retrouvée (25 % des cas) surviennent plus tardivement que les formes secondaires. Des études génétiques récentes ont retrouvé de nouvelles mutations dans certains gènes tels que SCN1A, GABRB3 (en), ALG13 (en) et CHD2 (en), mais leur signification et leur rôle dans le développement d'un Lennox-Gastaut reste encore inconnu en 2022.

## Pronostic
Il est souvent accompagné de troubles de comportement et d'un retard intellectuel. La maladie reste très invalidante malgré les traitements.
Le taux de létalité est de l'ordre de 3 à 7 % pour 8 à 10 ans de suivi. La mort est souvent d'origine accidentelle survenant au cours d'une crise épileptique. Les formes primaires de Lennox-Gastaut sont de meilleurs pronostic que les formes secondaires.

## Traitement
Les crises épileptiques ne sont que peu améliorées par les médicaments antiépileptiques. Une diète cétogène ou une intervention neurochirurgicale (stimulation du nerf vague, chirurgie cérébrale callosotomie dans des cas particuliers) peuvent améliorer transitoirement le syndrome convulsif,.
L'ajout de cannabidiol au traitement antiépileptique peut améliorer certaines crises.
Depuis le 8 février 2023, le Fintepla (fenluarmine), un agent de libération de la sérotonine, est approuvé en Europe en complément des antiépileptiques dans le traitement des convulsions liées au 
syndrome de Lennox-Gastaut et au syndrome de Dravet .
La prise en charge thérapeutique nécessite une assistance prolongée par une équipe multidisciplinaire de soignants, et un soutien psycho-social important pour les patients et leurs familles.